# Impatiens kinabaluensis
Impatiens kinabaluensis, es una especie herbácea perteneciente a la familia Balsaminaceae.

## Descripción
Impatiens kinabaluensis  alcanza un tamaño de unos 90 centímetros de altura. Tiene tallos largos y rígidos. Las hojas miden cerca de 8-10 cm de largo, de color verde oscuro, enteras, ovadas a lanceoladas, ovadas, acanaladas y brillantes, el lado superior tiene una gruesa e impermeable cutícula. El follaje es persistente por encima de 10 °C. Las flores son de color rosa-lila. El período de floración se extiende de abril a noviembre.

## Distribución
Esta planta es un endemismo del parque nacional Kinabalu , Monte Kinabalu ( Kalimantan, Sabah, en la isla de Borneo.

## Hábitat
Crece en los bosques sombreados, con el suelo húmedo y bien escurrido, a una altitud de unos 1.700 metros  sobre el nivel del mar.

## Taxonomía
Impatiens kinabaluensis fue descrita por S.Akiyama & H.Ohba y publicado en J. Jap. Bot. 80(5): 266 (-270; figs. 1-3). 2005
Etimología
Impatiens: el nombre científico de estas plantas se deriva de impatiens (impaciente), debido a que al tocar las vainas de semillas maduras estas explotan, esparciéndolas  a varios metros. Este mecanismo es conocido como balocoria, o también como "liberación explosiva".
kinabaluensis: epíteto geográfico que se refiere al Monte Kinabalu, lugar donde se encuentra la especie.